# Ӝ
Ӝ, ӝ 是一个在乌德穆尔特语使用的西里尔字母，由 Ж, ж 加上分音符号而成。

## 字母的次序
在乌德穆尔特语字母中排第9位。

## 音值
通常为 /ʤ/。